# Cristina De Pin
Cristina De Pin (Firenze, 28 de Junho de 1980) é uma modelo e actriz italiana. Foi Coelhinha da Playboy.